# Les Misérables (film 2012)
Les Misérables è un film del 2012 diretto da Tom Hooper, basato sull'omonimo musical tratto dal celebre romanzo di Victor Hugo.

## Trama
1815. Nella prigione di Tolone, in Francia, il prigioniero 24601, il cui vero nome è Jean Valjean, viene rilasciato da una guardia carceraria, Javert, dopo esser stato condannato ai lavori forzati per 19 anni per aver rubato un tozzo di pane per sfamare sua sorella e suo nipote (il figlio di quest'ultima), che rischiava la morte. Javert consegna a Valjean un foglio che denota quest'ultimo come un uomo pericoloso e che di conseguenza lo renderà un emarginato. Infatti, nessuno ospita Valjean, fino a quando, giunto a Digne, viene invitato dal Vescovo Myriel. Nonostante l'ospitalità dell'uomo, Valjean gli ruba l'argenteria e fugge, non riuscendo però a farla franca. Di fronte alle guardie, il vescovo finge di aver consegnato lui stesso l'argenteria a Valjean e gli dona anche due candelabri d'argento. Valjean, pieno di vergogna ed umiliazione verso se stesso, decide di diventare un uomo migliore.
1823. Otto anni dopo Valjean ha assunto la falsa identità del Signor Madeleine, diventando sindaco e proprietario di una fabbrica a Montreuil-sur-Mer. Una delle operaie della sua fabbrica, Fantine, viene licenziata perché madre di una bambina pur non essendo sposata. Per poter continuare ad inviare soldi ai malvagi locandieri Thénardier che ospitano la piccola Cosette, Fantine vende i suoi capelli, due molari e infine sé stessa, diventando una prostituta. Triste e povera, Fantine comincia ad ammalarsi. Intanto Valjean scopre che un innocente che gli assomiglia sarà condannato perché scambiato per lui, e dopo una notte di tormento decide di rivelare di essere lui Jean Valjean. Mentre Javert si mette sulle sue tracce, Valjean raggiunge Fantine promettendole di avere cura di Cosette. Fantine muore, e subito dopo arriva Javert che attacca Valjean deciso ad arrestarlo. Dopo un breve duello, Valjean riesce a fuggire. Va dai Thénardier e, dopo averli pagati profumatamente e informando loro e la piccola della triste sorte di Fantine, prende con sé Cosette, lasciando la città.
1832. Valjean e Cosette, ormai adolescente, si trovano a Parigi. Cosette non sa del passato del suo padre adottivo. A Parigi il generale Lamarque, simpatizzante del popolo, è molto malato ed è prossimo alla morte. Gli studenti rivoluzionari Marius Pontmercy ed Enjolras discutono di ciò assieme al piccolo monello di strada Gavroche, quando Marius vede Cosette e se ne innamora perdutamente. Deciso a rivederla, Marius chiede all'amica Éponine, figlia dei Thénardier ormai caduti in miseria, di rintracciare Cosette. Grazie ad Éponine, Marius scopre dove abita Cosette e i due confessano il loro amore reciproco. Intanto i Thénardier, che considerano Valjean la fonte delle loro disgrazie, tentano di rapinare la loro abitazione, ma Éponine, decisa a proteggere Marius, comincia a gridare mettendo il padre e i suoi amici in fuga. Il tentativo di rapina, comunque, allarma Valjean, che decide di partire per l'Inghilterra con Cosette, che però è triste in quanto vuole ancora vedere Marius. Così mentre Valjean e Cosette si preparano a fuggire ed Éponine lamenta il suo amore non corrisposto, Marius ed Enjolras decidono di prendere parte ai moti rivoluzionari mentre Javert progetta di infiltrarsi tra i giovani ribelli per scoprire i loro piani.
Così il gran giorno arriva, e i ribelli costruiscono le barricate per difendersi dagli attacchi nemici. I soldati francesi sembrano avere la meglio e raggiungono le barricate. Un soldato francese che sale sulle barricate sta puntando contro Marius, ma Éponine, giunta appena in tempo, afferra la canna del fucile del nemico puntandosela contro il petto, salvando Marius a costo della propria vita. Prima di morire fra le braccia di Marius, Éponine gli rivela di amarlo. Il piccolo Gavroche scopre che Javert è un traditore, e così i ribelli lo legano indecisi su cosa fare. Valjean scopre la storia fra Marius e Cosette, e, pur sconvolto, decide di unirsi alla rivolta per proteggere Marius. A Valjean viene dato il compito di uccidere Javert, ma Valjean simula soltanto di uccidere l'uomo, lasciandolo libero. Durante il secondo attacco tutti i rivoluzionari, compresi Enjolras e Gavroche, vengono uccisi, tranne Valjean che porta Marius privo di sensi in salvo nelle fogne.
Javert non riesce a sopportare la verità della vita che non sempre legge e giustizia sono la stessa cosa, e così rendendosi conto della bontà di Valjean si suicida gettandosi nella Senna. Il giorno dopo Valjean permette a Marius di sposare Cosette, ma decide di partire in quanto la sua presenza sarebbe dannosa per Cosette. Durante la festa di matrimonio, Marius scopre dai Thénardier che è stato Valjean a salvargli la vita, così i neo-sposi lasciano la festa e raggiungono Valjean, solo e malato, che è ormai in punto di morte. Dopo aver consegnato a Cosette la lettera che racconta il suo passato e l'identità di sua madre, Valjean stringendo i candelabri donatigli dal vescovo, simbolo della sua redenzione, va in Paradiso accompagnato dai fantasmi di Fantine, Éponine e di tutti i ribelli morti durante i moti rivoluzionari.

## Produzione
Nel corso degli anni ottanta la TriStar Pictures ha tentato di portare il musical sul grande schermo contattando registi come Alan Parker, Bruce Beresford e Richard Attenborough. Tutti i tentativi però sono falliti facendo scadere l'opzione sui diritti ritornati quindi a Cameron Mackintosh. La TriStar ha realizzato poi nel 1998 una trasposizione cinematografica del romanzo.
Nel 2009 Eric Fellner, produttore della Working Title Films, ha iniziato a negoziare l'acquisizione dei diritti con Mackintosh. Nel 2011 William Nicholson è stato ingaggiato per scrivere la sceneggiatura e a marzo Tom Hooper è stato contattato per dirigere il film. Il budget ammontava a 61 milioni di dollari.

### Cast
- Hugh Jackman interpreta Jean Valjean, un uomo rilasciato dopo 19 anni di lavori forzati nel bagno penale di Tolone, dove era stato rinchiuso per aver rubato un tozzo di pane e per i numerosi tentativi di evasione. Tom Hooper ha dichiarato che una delle condizioni per la realizzazione del film fosse la partecipazione di Hugh Jackman,[3] dopo aver ottenuto la parte di Jean Valjean l'attore si è esibito per 3 mesi in un one-man show a Broadway durante il quale ha migliorato le sue capacità vocali.
- Russell Crowe interpreta Javert, il tenace ispettore di polizia che dà la caccia a Valjean per oltre due decenni per tutta la Francia. Cameron Mackintosh conosceva l'attore dagli inizi della sua carriera quando recitava nei musical in Australia. Inizialmente era riluttante all'idea di interpretare Javert ma è stato poi convinto dal regista.[4]
- Anne Hathaway interpreta Fantine, una giovane ragazza madre che invia i soldi risparmiati ai Thénardier, coppia a cui ha affidato la figlia Cosette. Inizialmente ci furono delle perplessità essendo troppo giovane per il ruolo di Fantine e troppo grande per Cosette[1], ma l'attrice teneva moltissimo ad avere la parte, infatti la madre fu la sostituta di Fantine nel tour americano del musical. Anne Hathaway ha perso 11 kg in cinque settimane e poi altri 7 durante le riprese.
- Amanda Seyfried interpreta Cosette, è la figlia di Fantine che poi viene adottata da Valjean e si innamora di Marius. Per Cosette Hooper ha cercato l'attrice per lungo tempo trovando poi la Seyfried perfetta per il ruolo, sia nel canto che nella recitazione.
- Eddie Redmayne interpreta Marius Pontmercy, è uno degli studenti rivoluzionari. È amico di Éponine ma è innamorato di Cosette.
- Sacha Baron Cohen e Helena Bonham Carter interpretano i Thénardier, una coppia di avidi truffatori proprietari di una locanda. All'insaputa di Fantine sfruttano e maltrattano Cosette. Sono i genitori di Éponine.
- Samantha Barks interpreta Éponine, la figlia dei Thérnadier innamorata di Marius. Aveva già ricoperto questo ruolo nel musical del 25º anniversario all'O2 Arena.
- Aaron Tveit interpreta Enjolras, amico di Marius e capo degli studenti rivoluzionari. Tveit aveva spedito una registrazione di Empty Chairs at Empty Tables ed In My Life per il ruolo di Marius.[5]
- Daniel Huttlestone interpreta Gavroche, un monello di strada.
- Colm Wilkinson interpreta il vescovo di Digne, il pio sacerdote che con la sua condotta modificherà radicalmente il modo di essere di Valjean. Wilkinson aveva ricoperto il ruolo di Jean Valjean nel musical già a partire dalla rappresentazione del 1985.
- Molti professionisti del West End, che in passato avevano già recitato nel musical, come Frances Ruffelle, Caroline Sheen, Hadley Fraser, Alistair Brammer, Fra Fee, Gina Beck e Killian Donnelly, hanno partecipato al film ricoprendo ruoli secondari.

#### Cameo
Appaiono anche Cameron Mackintosh, Claude-Michel Schönberg, Michael Le Poer Trench e Marie Zamora.

### Riprese
Le riprese sono cominciate nel marzo 2012 e sono terminate a giugno. Le scenografie della Parigi del XIX secolo sono state costruite all'interno del Richard Attenborough Stage dei Pinewood Studios. Gourdon, in Francia, è stata scelta per ricreare Digne. Boughton House, a Kettering, è stata utilizzata come casa della famiglia Pontmercy. La sequenza iniziale è stata girata alla base navale di Portsmouth. Altre riprese si sono svolte a Winchester, Ewelme, all'Old Royal Naval College di Greenwich e nello storico cantiere navale di Chatham.

## Colonna sonora
Su espressa volontà del regista, i brani della colonna sonora eseguiti dagli attori accompagnati da un pianoforte sono stati registrati dal vivo sul set durante le riprese del film. In una fase successiva è stata registrata la parte musicale eseguita da un'orchestra.

### Album
L'album della colonna sonora è stato pubblicato il 21 dicembre 2012. Contiene i brani del musical eseguiti dal cast. L'album non include tutti i brani presenti nel film, mentre presenta Suddenly, l'unico brano scritto appositamente da Schönberg per la pellicola. Ha raggiunto la prima posizione nelle classifiche Billboard 200, Official Albums Chart, Nuova Zelanda e Circle Chart, la seconda in Australia e la terza in Canada, Austria, Polonia e Svezia e la settima in Norvegia.

#### Tracce
Testi di Alain Boublil e Jean-Marc Natel (tradotti in inglese da Herbert Kretzmer), musiche di Claude-Michel Schönberg.
1. Hugh Jackman, Russell Crowe e cast – Look Down – 2:21
2. Colm Wilkinson – The Bishop – 1:34
3. Hugh Jackman – Valjean's Soliloquy – 3:18
4. Hugh Jackman, Anne Hathaway, Michael Jibson e cast – At the End of the Day – 4:27
5. Anne Hathaway – I Dreamed a Dream – 4:38
6. Hugh Jackman e Russell Crowe – The Confrontation – 1:55
7. Isabelle Allen – Castle on a Cloud – 1:11
8. Sacha Baron Cohen, Helena Bonham Carter e cast – Master of the House – 4:52
9. Hugh Jackman – Suddenly – 2:32
10. Russell Crowe – Stars – 3:01
11. Eddie Redmayne, Aaron Tveit e cast – ABC Café / Red and Black – 4:21
12. Amanda Seyfried, Eddie Redmayne e Samantha Barks – In My Life / A Heart Full of Love – 3:12
13. Samantha Barks – On My Own – 3:11
14. Cast – One Day More – 3:39
15. Aaron Tveit, Eddie Redmayne e cast – Do you hear the people sing? – 1:59
16. Eddie Redmayne, Daniel Huttlestone e cast – Drink with Me – 1:41
17. Hugh Jackman – Bring Him Home – 3:37
18. Cast – The Final Battle – 3:17
19. Russell Crowe – Javert's Suicide – 3:00
20. Eddie Redmayne – Empty Chairs at Empty Tables – 3:13
21. Cast – Epilogue – 6:20

## Promozione
Il primo trailer è stato diffuso online il 30 maggio 2012 nel quale Anne Hathaway interpreta la celebre canzone I Dreamed a Dream. Sono stati realizzati degli spot trasmessi non solo durante dei programmi tradizionalmente seguiti da un pubblico femminile, come Dancing with the Stars e Grey's Anatomy, ma anche maschile, come partite di football e basket. Il primo poster promozionale è apparso in aprile mentre il 24 settembre è stato pubblicato un nuovo poster del film.

## Distribuzione
Il 23 novembre 2012 il film è stato proiettato al Lincoln Center di New York, alla presenza di molti membri di diverse associazioni che assegnano premi, venendo accolto con una standing ovation. La prima del film si è svolta a Londra il 5 dicembre 2012, è uscito nelle sale statunitensi il 14 dicembre e l'11 gennaio 2013 in quelle britanniche. In Italia il film è stato distribuito il 31 gennaio.

## Accoglienza

### Incassi
Il film negli Stati Uniti ha incassato 148.809.770 dollari, nel Regno Unito 38 milioni di sterline, in Italia poco meno di 2 milioni di euro. Complessivamente ha incassato oltre 441.809.770 dollari.

### Critica
Il sito web Rotten Tomatoes ha riportato un indice di gradimento del 69% con un voto medio di 6.85/10, in base alle 246 recensioni aggregate.
Su Metacritic, il film ha raggiunto un voto del 63 su 100 in base alle 41 recensioni. Il film è stato lodato per la sua recitazione e il cast famoso, comprendente Jackman, Hathaway, Redmayne, Seyfried e Barks. Il canto dal vivo, assai promosso nel marketing del film, ha ricevuto un'accoglienza più divisa.
Robbie Collin del The Daily Telegraph lo ha votato con cinque stelle.
Peter Bradshaw di The Guardian ha dichiarato:
Kenneth Turan di Los Angeles Times lo ha votato positivamente, dichiarando:
Peter Travers di Rolling Stone ha dichiarato:

#### Critica italiana
Gian Luigi Rondi su il Tempo scrive:
I critici italiani hanno accolto il film in maniere differenti. Oltre a Rondi, il film è stato apprezzato da Maurizio Acerbi de il Giornale che ritiene questa trasposizione come una delle più emozionanti e che Hooper riesca ad inchiodare lo spettatore alla poltrona, inoltre sottolinea le ottime interpretazioni degli attori, ad eccezione di Russel Crowe, e in particolare l'assolo di Anne Hathaway. Anche secondo Alessandra Levantesi Kezich de la Stampa gli interpreti trasmettono un'autentica emozione e sostiene che Hooper ha lavorato nel pieno rispetto della convenzione non realista del palcoscenico, sia a livello di scenografia che di taglio narrativo. Federico Pontiggia de il Fatto Quotidiano ha elogiato le performance di Anne Hathaway e Daniel Huttlestone a differenza di quelle di Jackman e Crowe. Fabio Ferzetti de il Messaggero ritiene che Crowe abbia una voce talmente superiore a Jackman che Javert finisce per essere molto più tormentato e interessante di Jean Valjean. Paolo D'Agostino de la Repubblica ha invece lamentato un totale azzeramento di pathos nella vicenda di Jean Valjean tanto da rimpiangere uno qualsiasi dei numerosi adattamenti del romanzo. Cristina Piccino su il manifesto accusa il regista di non aver azzardato una lettura politica, di aver cercato la lacrima e di aver assecondato lo spettatore senza sorprese.

## Riconoscimenti
- 2013 - Premio Oscar
  - Miglior attrice non protagonista a Anne Hathaway
  - Miglior trucco a Lisa Westcott e Julie Dartnell
  - Miglior sonoro a Andy Nelson, Mark Paterson e Simon Hayes
  - Nomination Miglior film a Tim Bevan, Eric Fellner, Debra Hayward e Cameron Mackintosh
  - Nomination Miglior attore protagonista a Hugh Jackman
  - Nomination Migliore scenografia a Eve Stewart e Anna Lynch-Robinson
  - Nomination Migliori costumi a Paco Delgado
  - Nomination Miglior canzone (Suddenly) a Claude-Michel Schönberg
- 2013 - Golden Globe
  - Miglior film commedia o musicale
  - Miglior attore in un film commedia o musicale a Hugh Jackman
  - Migliore attrice non protagonista ad Anne Hathaway
  - Nomination Migliore canzone originale (Suddenly) di Claude-Michel Schönberg
- 2013 - Premio BAFTA
  - Miglior attrice non protagonista a Anne Hathaway
  - Miglior scenografia a Eve Stewart e Anna Lynch-Robinson
  - Miglior trucco a Lisa Westcott
  - Miglior sonoro a Andy Nelson, Mark Paterson e Simon Hayes
  - Nomination Miglior film a Tim Bevan, Eric Fellner, Debra Hayward e Cameron Mackintosh
  - Nomination Miglior film britannico
  - Nomination Miglior attore protagonista a Hugh Jackman
  - Nomination Miglior fotografia a Danny Cohen
  - Nomination Migliori costumi a Paco Delgado
- 2013 - Screen Actors Guild Awards
  - Miglior attrice non protagonista a Anne Hathaway
  - Nomination Miglior attore protagonista a Hugh Jackman
  - Nomination Miglior cast
  - Nomination Migliori controfigure
- 2013 - Empire Awards
  - Miglior debutto femminile a Samantha Barks
  - Nomination Miglior film britannico
- 2013 - MTV Movie Awards
  - Nomination Miglior performance femminile a Anne Hathaway
  - Nomination Miglior performance rivelazione a Eddie Redmayne
  - Nomination Miglior momento musicale (I Dreamed a Dream) a Anne Hathaway
- 2012 - National Board of Review Awards
  - Migliori dieci film
  - Miglior cast
- 2012 - Satellite Award
  - Migliore attrice non protagonista a Anne Hathaway
  - Miglior cast
  - Miglior suono a John Warhurst, Lee Walpole e Simon Hayes
  - Miglior canzone originale (Suddenly) a Claude-Michel Schönberg
  - Nomination Miglior film
  - Nomination Miglior attore protagonista a Hugh Jackman
  - Nomination Miglior attore non protagonista a Eddie Redmayne
  - Nomination Migliore attrice non protagonista a Samantha Barks
  - Nomination Migliore scenografia a Eve Stewart e Anna Lynch-Robinson
  - Nomination Migliori costumi a Paco Delgado
  - Nomination Miglior montaggio a Chris Dickens
- 2013 - Saturn Award
  - Migliori costumi a Paco Delgado
  - Nomination Miglior film d'azione/di avventura
  - Nomination Miglior attore protagonista a Hugh Jackman
  - Nomination Miglior attrice non protagonista a Anne Hathaway
  - Nomination Miglior attore emergente a Daniel Huttlestone
  - Nomination Miglior scenografia a Eve Stewart e Anna Lynch-Robinson
- 2013 - AACTA Award
  - Nomination Miglior film internazionale a Tim Bevan, Eric Fellner, Debra Hayward e Cameron Mackintosh
  - Nomination Miglior attore internazionale a Hugh Jackman
- 2014 - Awards of the Japanese Academy
  - Miglior film straniero
- 2012 - Critics' Choice Movie Award
  - Miglior attrice non protagonista a Anne Hathaway
  - Nomination Miglior film
  - Nomination Miglior regia a Tom Hooper
  - Nomination Miglior attore protagonista a Hugh Jackman
  - Nomination Miglior cast corale
  - Nomination Miglior fotografia a Danny Cohen
  - Nomination Miglior scenografia a Eve Stewart e Anna Lynch-Robinson
  - Nomination Migliori costumi a Paco Delgado
  - Nomination Miglior montaggio a Chris Dickens e Melanie Oliver
  - Nomination Miglior trucco a Lisa Westcott
  - Nomination Miglior canzone (Suddenly) a Claude-Michel Schönberg
- 2012 - Central Ohio Film Critics Association Awards
  - Miglior attrice non protagonista a Anne Hathaway
  - Nomination Miglior film
  - Nomination Miglior regia a Tom Hooper
  - Nomination Miglior attore protagonista a Hugh Jackman
  - Nomination Attore dell'anno a Anne Hathaway
  - Nomination Miglior cast
  - Nomination Miglior fotografia a Danny Cohen
- 2012 - Chicago Film Critics Association Award
  - Nomination Miglior attrice non protagonista a Anne Hathaway
  - Nomination Miglior performance rivelazione a Samantha Barks
  - Nomination Miglior scenografia ad Eve Stewart e Anna Lynch-Robinson
- 2014 - Grammy Award
  - Nomination Miglior colonna sonora
- 2013 - Kansas City Film Critics Circle Awards
  - Miglior attrice non protagonista a Anne Hathaway
- 2012 - Las Vegas Film Critics Society Awards
  - Miglior attrice non protagonista a Anne Hathaway
  - Nomination Miglior film
- 2012 - New York Film Critics Circle Awards
  - Nomination Miglior attrice non protagonista a Anne Hathaway
- 2013 - People's Choice Awards
  - Nomination Miglior attrice a Anne Hathaway
- 2012 - Phoenix Film Critics Society Awards
  - Miglior attrice non protagonista a Anne Hathaway
  - Nomination Miglior film
  - Nomination Miglior regia a Tom Hooper
  - Nomination Miglior attore protagonista a Hugh Jackman
  - Nomination Miglior giovane attore protagonista o non a Daniel Huttlestone
  - Nomination Miglior giovane attrice protagonista o non a Isabelle Allen
  - Nomination Miglior cast
  - Nomination Migliore sceneggiatura non originale a William Nicholson
  - Nomination Migliore fotografia a Danny Cohen
  - Nomination Migliore scenografia a Eve Stewart e Anna Lynch-Robinson
  - Nomination Migliori costumi a Paco Delgado
  - Nomination Migliore canzone originale (Suddenly) a Claude-Michel Schönberg, Alain Boublil e Herbert Kretzmer
- 2012 - San Diego Film Critics Society Awards
  - Nomination Miglior attore protagonista a Hugh Jackman
  - Nomination Miglior attrice non protagonista a Samantha Barks
  - Nomination Miglior attrice non protagonista a Anne Hathaway
  - Nomination Miglior cast
  - Nomination Miglior fotografia a Danny Cohen
  - Nomination Miglior scenografia a Eve Stewart
- 2012 - Southeastern Film Critics Association Awards
  - Miglior attrice non protagonista a Anne Hathaway
  - Nomination Miglior film
- 2013 - Teen Choice Awards
  - Nomination Miglior film drammatico
  - Nomination Miglior film romantico
  - Nomination Miglior attore in un film drammatico a Hugh Jackman
  - Nomination Miglior attrice in un film drammatico a Anne Hathaway
  - Nomination Miglior attore in un film romantico a Eddie Redmayne
  - Nomination Miglior attrice in un film romantico a Amanda Seyfried
  - Nomination Miglior evasione a Eddie Redmayne
- 2013 - Young Artist Awards
  - Miglior attrice giovane non protagonista 10 anni o meno a Isabelle Allen
  - Nomination Miglior attore giovane non protagonista a Daniel Huttlestone
- 2013 - AFI Awards
  - Film dell'anno a Tim Bevan, Eric Fellner, Debra Hayward e Cameron Mackintosh
- 2013 - Eddie Award
  - Nomination Miglior montaggio in un film commedia o musicale a Chris Dickens e Melanie Oliver
- 2013 - American Society of Cinematographers
  - Nomination Migliore fotografia a Danny Cohen
- 2013 - ASCAP Award
  - Top Box Office Films a Claude-Michel Schönberg, Alain Boublil e Herbert Kretzmer
- 2013 - British Society of Cinematographers
  - Nomination Miglior fotografia a Danny Cohen
  - Nomination GBCT Operators Award a Zac Nicholson
- 2013 - Artios Award
  - Nomination Miglior casting per un film drammatico a Nina Gold
- 2012 - Dallas-Fort Worth Film Critics Association Awards
  - Nomination Miglior film
  - Nomination Miglior attore protagonista a Hugh Jackman
  - Nomination Migliore attrice non protagonista a Anne Hathaway
- 2013 - DGA Award
  - Nomination Miglior regia a Tom Hooper
- 2013 - Evening Standard British Film Awards
  - Nomination Miglior attore a Eddie Redmayne
- 2013 - Golden Trailer Awards
  - Miglior film musicale
  - Nomination Miglior spot drammatico
  - Nomination Miglior spot romantico
  - Nomination Miglior spot musicale
  - Nomination Miglior poster drammatico
  - Nomination Miglior poster romantico
- 2012 - Hollywood Film Festival
  - Miglior produttore a Tim Bevan, Eric Fellner, Debra Hayward e Cameron Mackintosh
  - Miglior trailer a Erin Wyatt
  - Spotlight Award a Samantha Barks
- 2013 - Key Art Awards
  - Nomination Miglior trailer
- 2013 - London Critics Circle Film Awards
  - Attrice non protagonista dell'anno a Anne Hathaway
  - Nomination Film britannico dell'anno
  - Nomination Attore dell'anno a Hugh Jackman
  - Nomination Giovane interprete britannica dell'anno a Samantha Barks
- 2012 - Los Angeles Film Critics Association Award
  - Nomination Miglior attrice non protagonista a Anne Hathaway
- 2013 - Golden Reel Award
  - Miglior montaggio sonoro (Colonna sonora)
- 2013 - National Society of Film Critics Awards
  - Nomination Miglior attrice non protagonista a Anne Hathaway
- 2013 - Palm Springs International Film Festival
  - Sonny Bono Visionary Award a Tom Hooper
- 2013 - PGA Awards
  - Nomination Miglior produttore a Tim Bevan, Eric Fellner, Debra Hayward e Cameron Mackintosh
- 2013 - AARP Movies for Grownups Awards
  - Nomination Miglior film per adulti
- 2012 - African-American Film Critics Association
  - Migliori dieci film
- 2012 - Alliance of Women Film Journalists
  - Miglior attrice non protagonista a Anne Hathaway
  - Miglior momento indimenticabile (I Dreamed a Dream)
  - Nomination Miglior film che volevi amare
  - Nomination Miglior performance rivelazione a Samantha Barks
- 2013 - Art Directors Guild
  - Nomination Migliore scenografia in un film storico a Eve Stewart
- 2012 - Austin Film Critics Association
  - Miglior attrice non protagonista a Anne Hathaway
- 2012 - Awards Circuit Community Awards
  - Miglior film a Tim Bevan, Eric Fellner, Debra Hayward e Cameron Mackintosh
  - Miglior attrice non protagonista a Anne Hathaway
  - Miglior cast
  - Miglior scenografia a Eve Stewart e Anna Lynch-Robinson
  - Miglior sonoro
  - Nomination Miglior attore protagonista a Hugh Jackman
  - Nomination Migliori costumi a Paco Delgado
- 2012 - Black Film Critics Circle Awards
  - Miglior attrice non protagonista a Anne Hathaway
- 2012 - Boston Online Film Critics Association
  - Miglior attrice non protagonista a Anne Hathaway
- 2014 - Brasov International Film Festival & Market
  - Premio della giuria alla miglior fotografia a Danny Cohen
- 2013 - Christopher Awards
  - Miglior film
- 2013 - Cinema Audio Society
  - Miglior sonoro a Simon Hayes, Andy Nelson, Mark Paterson, Jonathan Allen e Robert Edwards
- 2014 - CinEuphoria Awards
  - Nomination Miglior attrice non protagonista a Anne Hathaway
  - Nomination Migliori costumi a Paco Delgado
  - Nomination Miglior scenografia a Anna Lynch-Robinson e Eve Stewart
  - Nomination Miglior trucco a Julie Dartnell e Lisa Westcott
  - Nomination Miglior trailer
- 2013 - Costume Designers Guild Awards
  - Nomination Migliori costumi a Paco Delgado
- 2012 - Denver Film Critics Society
  - Miglior attrice non protagonista a Anne Hathaway
  - Nomination Miglior canzone originale (Suddenly) a Claude-Michel Schönberg
- 2012 - Detroit Film Critics Society
  - Migliore attrice non protagonista a Anne Hathaway
- 2012 - Florida Film Critics Circle Awards
  - Miglior attrice non protagonista a Anne Hathaway
- 2013 - Gay and Lesbian Entertainment Critics Association
  - Attrice dell'anno a Anne Hathaway
  - Nomination Film dell'anno
  - Nomination Film impressionante dell'anno
  - Nomination Attore dell'anno a Hugh Jackman
- 2013 - Gold Derby Awards
  - Miglior attrice non protagonista a Anne Hathaway
  - Miglior trucco a Lisa Westcott e Julie Dartnell
  - Miglior sonoro a Andy Nelson, Mark Paterson, Simon Hayes, Lee Walpole e John Warhurst
  - Nomination Miglior cast
  - Nomination Miglior attore protagonista a Hugh Jackman
  - Nomination Miglior performance rivelazione a Samantha Barks
  - Nomination Miglior scenografia a Eve Stewart
  - Nomination Migliori costumi a Paco Delgado
  - Nomination Miglior canzone originale (Suddenly) a Herbert Kretzmer, Claude-Michel Schönberg e Alain Boublil
- 2012 - Golden Schmoes Awards
  - Miglior attrice non protagonista a Anne Hathaway
  - Nomination Film più sottovalutato
  - Nomination Miglior colonna sonora
- 2012 - Houston Film Critics Society Awards
  - Miglior attrice non protagonista a Anne Hathaway
  - Nomination Miglior film
  - Nomination Miglior regia a Tom Hooper
  - Nomination Miglior attore protagonista a Hugh Jackman
  - Nomination Miglior fotografia a Danny Cohen
  - Nomination Miglior canzone originale (Suddenly) a Claude-Michel Schönberg, Alain Boublil e Herbert Kretzmer
- 2012 - IGN Summer Movie Awards
  - Miglior attrice (Premio del Popolo) a Anne Hathaway
  - Nomination Miglior film drammatico
  - Nomination Miglior attrice a Anne Hathaway
- 2012 - Indiana Film Journalists Association
  - Miglior attrice non protagonista a Anne Hathaway
  - Nomination Miglior film
- 2012 - Indiewire Critics' Poll
  - Nomination Miglior attrice non protagonista a Anne Hathaway
- 2013 - International Online Cinema Awards
  - Nomination Miglior attrice non protagonista a Anne Hathaway
  - Nomination Miglior scenografia
  - Nomination Migliori costumi a Paco Delgado
  - Nomination Miglior trucco
- 2012 - Iowa Film Critics Association
  - Migliore attrice non protagonista a Anne Hathaway
  - Nomination Miglior regia a Tom Hooper
- 2013 - Italian Online Movie Awards
  - Miglior attrice protagonista a Anne Hathaway
- 2014 - Jupiter Award
  - Nomination Miglior film internazionale a Tom Hooper
  - Nomination Miglior attrice internazionale a Anne Hathaway
- 2013 - Lancashire Film Critics Awards[25]
  - Miglior film
  - Miglior regia a Tom Hooper
- 2012 - Premio Cinema Ludus[26]
  - Miglior produttore a Tim Bevan e Eric Fellner
- 2013 - MovieGuide Awards
  - Film più interessante
  - Nomination Miglior film per un pubblico maturo
  - Nomination Performance più interessante a Hugh Jackman
  - Nomination Performance più interessante a Colm Wilkinson
- 2012 - Nevada Film Critics Society
  - Migliore scenografia a Eve Stewart
- 2012 - New York Film Critics
  - Migliori film dell'anno
  - Miglior attrice non protagonista a Anne Hathaway
- 2013 - Nikkan Sports Film Awards
  - Miglior film straniero a Tom Hooper
- 2013 - North Carolina Film Critics Association
  - Miglior attrice non protagonista a Anne Hathaway
- 2012 - North Texas Film Critics Association
  - Migliore attrice non protagonista a Anne Hathaway
- 2012 - Oklahoma Film Critics Circle
  - Miglior attrice non protagonista a Anne Hathaway
  - Nomination Miglior film
- 2013 - Online Film & Television Association
  - Miglior attrice non protagonista a Anne Hathaway
  - Miglior performance rivelazione maschile a Eddie Redmayne
  - Miglior canzone (I Dreamed a Dream) a Claude-Michel Schönberg, Alain Boublil, Herbert Kretzmer e Anne Hathaway
  - Miglior montaggio sonoro a Simon Hayes, Andy Nelson e Mark Paterson
  - Miglior trailer
  - Nomination Miglior film a Tim Bevan, Eric Fellner, Debra Hayward e Cameron Mackintosh
  - Nomination Miglior attore protagonista a Hugh Jackman
  - Nomination Miglior performance giovane a Daniel Huttleston
  - Nomination Miglior performance rivelazione femminile a Samantha Barks
  - Nomination Miglior cast
  - Nomination Miglior casting a Nina Gold
  - Nomination Miglior canzone originale (Suddenly) a Claude-Michel Schönberg, Alain Boublil, Herbert Kretzmer e Hugh Jackman
  - Nomination Miglior canzone originale (Empty Chairs at Empty Tables) a Claude-Michel Schönberg, Alain Boublil, Herbert Kretzmer e Eddie Redmayne
  - Nomination Miglior canzone originale (One Day More)
  - Nomination Miglior scenografia a Eve Stewart, Grant Armstrong, Gary Jopling, Hannah Moseley e Anna Lynch-Robinson
  - Nomination Migliori costumi a Paco Delgado
  - Nomination Miglior trucco e acconciature a Kristyan Mallett, Julia Vernon e Lisa Westcott
- 2012 - Online Film Critics Society Awards
  - Migliore attrice non protagonista a Anne Hathaway
- 2013 - Santa Barbara International Film Festival
  - Virtuoso Award a Eddie Redmayne
- 2012 - St. Louis Film Critics Association
  - Nomination Miglior attrice non protagonista a Anne Hathaway
- 2013 - BSC, ACO, GBCT Features Operators Award
  - Nomination Miglior operatore alla camera a Zac Nicholson
- 2013 - Toronto Film Critics Association Awards
  - Nomination Miglior attrice non protagonista a Anne Hathaway
- 2012 - Utah Film Critics Association
  - Miglior attrice non protagonista a Anne Hathaway
- 2013 - Vancouver Film Critics Circle
  - Nomination Miglior attrice non protagonista a Anne Hathaway
- 2012 - Village Voice Film Poll
  - Nomination Miglior attrice non protagonista a Anne Hathaway
- 2012 - Washington D.C. Area Film Critics Association Awards
  - Miglior attrice non protagonista a Anne Hathaway
  - Miglior cast
  - Nomination Miglior film
  - Nomination Miglior regia a Tom Hooper
  - Nomination Miglior attore protagonista a Hugh Jackman
  - Nomination Miglior attrice non protagonista a Samantha Barks
  - Nomination Migliore scenografia a Eve Stewart e Anna Lynch-Robinson
  - Nomination Migliore fotografia a Danny Cohen
- 2012 - Women Film Critics Circle Awards
  - Miglior attrice a Anne Hathaway
  - Peggior mamma dell'anno a Helena Bonham Carter